# Campoletis rectangulator
Campoletis rectangulator là một loài tò vò trong họ Ichneumonidae.